# Eberhard Kneisl
Eberhard Kneisl (* 12. Mai 1916 in Sölden; † 26. Dezember 2008) war ein österreichischer Skirennläufer. Er siegte in der zweiten Hälfte der 1930er-Jahre in mehreren internationalen Rennen und gewann zwei Medaillen bei den Skiweltmeisterschaften 1936.

## Karriere
Kneisl begann bereits als Kind mit dem Skilauf, seine ersten Versuche absolvierte er damals noch auf Fassdauben. Er zeigte auch in den nordischen Bewerben gute Leistungen, konzentrierte sich aber zunehmend auf den alpinen Skisport. Als 12-Jähriger gewann er 1929 beim 7. Österreichischen Skitag mit seiner Jugendgruppe die Mannschaftswertung in der Kombination, zwei Jahre später konnte er diesen Erfolg wiederholen. Im Jahr 1934 wurde er Tiroler Jungmannenmeister im Langlauf.
1935 wurde Kneisl ins Nationalteam des Österreichischen Skiverbandes aufgenommen, im folgenden Jahr feierte der damals 19-Jährige seine größten Erfolge. Weil er bereits als Skilehrer tätig war, durfte der Tiroler aufgrund der strengen Amateurregeln nicht an den Olympischen Winterspielen 1936 teilnehmen. Bei den zwei Wochen danach stattfindenden Weltmeisterschaften in Innsbruck gewann Kneisl knapp hinter seinem Landsmann Rudolph Matt die Silbermedaille im Slalom und mit dem fünften Platz in der Abfahrt holte er auch noch die Bronzemedaille in der Kombination. Im weiteren Saisonverlauf gewann der „Tiger vom Ötztal“, wie man ihn wegen seiner geduckten und geschmeidigen Haltung beim Skifahren nannte, den Königspokal in Sestriere, den Riesenslalom auf der Marmolata und die Kombination der österreichischen Meisterschaften in Bad Gastein.
Im Winter 1937 belegte er in den Abfahrten des Hahnenkammrennens in Kitzbühel und des Parsenn-Derbys in Davos sowie im Slalom von Seefeld jeweils den dritten Platz. Ein Jahr später erzielte er den zweiten bzw. dritten Platz in Abfahrt und Kombination von Garmisch-Partenkirchen und gewann den Riesenslalom des traditionellen Glocknerrennens. 1939 feierte er, aufgrund des Anschlusses inzwischen für das Deutsche Reich startend, in der Abfahrt am Stilfserjoch seinen vorerst letzten Erfolg. Während der vergangenen Jahre war er auch als Trainer tätig und betreute die italienische, die ungarische und die schwedische Mannschaft.
Der Zweite Weltkrieg unterbrach Kneisl sportliche Laufbahn. Als Mitglied der Gebirgsjäger hätte er in Russland kämpfen sollen, wegen zwei Magengeschwüren musste ihm aber ein Teil des Magens entfernt werden und er galt als untauglich. Daher unterrichtete er drei Jahre an den Winterkampfschulen in Pettnau und Obergurgl.
Nach Kriegsende nahm Kneisl wieder an Skirennen teil, konnte aber nicht mehr ganz an seine frühere Form anschließen. Im ersten Nachkriegswinter waren die österreichischen Läufer noch von internationalen Bewerben ausgeschlossen, aber im nächsten Jahr gelangen ihm zahlreiche Podestplätze, unter anderem in zwei Slaloms und der Kombination von Kitzbühel, in den Abfahrten von Seefeld und auf der Marmolata und beim Westenpokal in Lech. Den vom Sportclub Sölden-Hochsölden veranstalteten „Großabfahrtslauf um das Ötztaler Edelweiss“ gewann er.
Im Winter 1948 erreichte der mittlerweile 31-Jährige zwei dritte Plätze in den Slaloms von Lech und Auron und nahm an den Olympischen Winterspielen 1948 in St. Moritz teil. Dort kam er aber nicht in die Nähe der Medaillenränge und belegte den elften Platz in der Kombination sowie den 15. Rang in der Abfahrt. In den nächsten Jahren gelangen ihm nur noch wenige gute Resultate und schließlich beendete er 1951 seine Karriere. Danach war er über mehrere Jahrzehnte als Ski- und Bergführer im gesamten Alpenraum tätig.
Im Jahr 2008 wirkte Kneisl noch im Dokumentarfilm Ski Heil – Die zwei Bretter, die die Welt bedeuten neben seinen früheren Rennläuferkollegen Gustav Lantschner, Karl Koller und Richard Rossmann mit. Er wurde in Sölden bestattet.

## Sportliche Erfolge

### Olympische Winterspiele
- St. Moritz 1948: 11. Kombination, 15. Abfahrt

### Weltmeisterschaften
- Innsbruck 1936: 2. Slalom, 3. Kombination, 5. Abfahrt
- St. Moritz 1948 : 11. Kombination, 15. Abfahrt

### Österreichische Meisterschaften
- Österreichischer Meister in der Kombination 1936